# The Cowboy Cop
The Cowboy Cop é um filme mudo estadunidense de 1926, dos gêneros romance e faroeste, dirigido por Robert De Lacey, com roteiro de Frank Richardson Pierce.